# Microdon bifasciatus
Microdon bifasciatus är en tvåvingeart som beskrevs av Matsumura 1916. Microdon bifasciatus ingår i släktet myrblomflugor, och familjen blomflugor. Inga underarter finns listade i Catalogue of Life.